# New Town River
Der New Town River (auch: New Town Ravine) ist ein Fluss im Osten von Dominica im Parish Saint David.

## Geographie
Der New Town River entspringt mit zwei Quellbächen in einem Süd-Ausläufer des Morne aux Delices (Stray Point (⊙)/Nègres Maron) und verläuft stetig nach Süden. Im Ortsgebiet von Rosalie wendet er sich etwas nach Osten, bevor er in den Rosalie River mündet, kurz vor dessen eigener Mündung in die Rosalie Bay. Der Fluss ist ca. 1,3 km lang.